# Partaloa
Partaloa – gmina w Hiszpanii, w prowincji Almería, w Andaluzji, o powierzchni 52,56 km². W 2011 roku gmina liczyła 969 mieszkańców.